# جواز سفر نيوزيلندي
تصدر جوازات السفر النيوزيلندية لمواطني نيوزيلندا لغرض السفر الدولي من قبل وزارة الشؤون الداخلية. حوالي 75% من سكان نيوزيلندا لديهم جواز سفر  وهناك نحو 1.5 مليون مواطن نيوزيلندي يحمل جواز سفر إلكتروني.

## أنواع
| النوع              | الاستخدام | صورة الغلاف |
| ------------------ | --- | ----------- |
| العادي             | يصدر للمواطنين النيوزيلنديين للسفر العادي، مثل العطلات ورحلات العمل. |             |
| الدبلوماسي         | تصدر للدبلوماسيين النيوزيلنديين وكبار المسؤولين الحكوميين والدبلوماسيين. ملاحظة: يجب على حاملي جوازات السفر الدبلوماسية/الرسمية استخدام جوازات سفرهم العادية إذا كان سفرهم لأسباب غير رسمية/دبلوماسية. |             |
| الرسمي             | تصدر للأفراد الذين يمثلون حكومة نيوزيلندا في الأعمال الرسمية. ملاحظة: يجب على حاملي جوازات السفر الدبلوماسية/الرسمية استخدام جوازات سفرهم العادية إذا كان سفرهم لأسباب غير رسمية/دبلوماسية.            |             |
| وثيقة سفر طارئة    | تصدر للسفر العاجل |             |
| شهادة الهوية       | تصدر للأجانب المقيمين في نيوزيلندا غير القادرين على الحصول على جواز سفر من دولهم. |             |
| وثيقة سفر اللاجئين | صدر للاجئين المعترف بهم في نيوزيلندا. |             |

## متطلبات التأشيرة

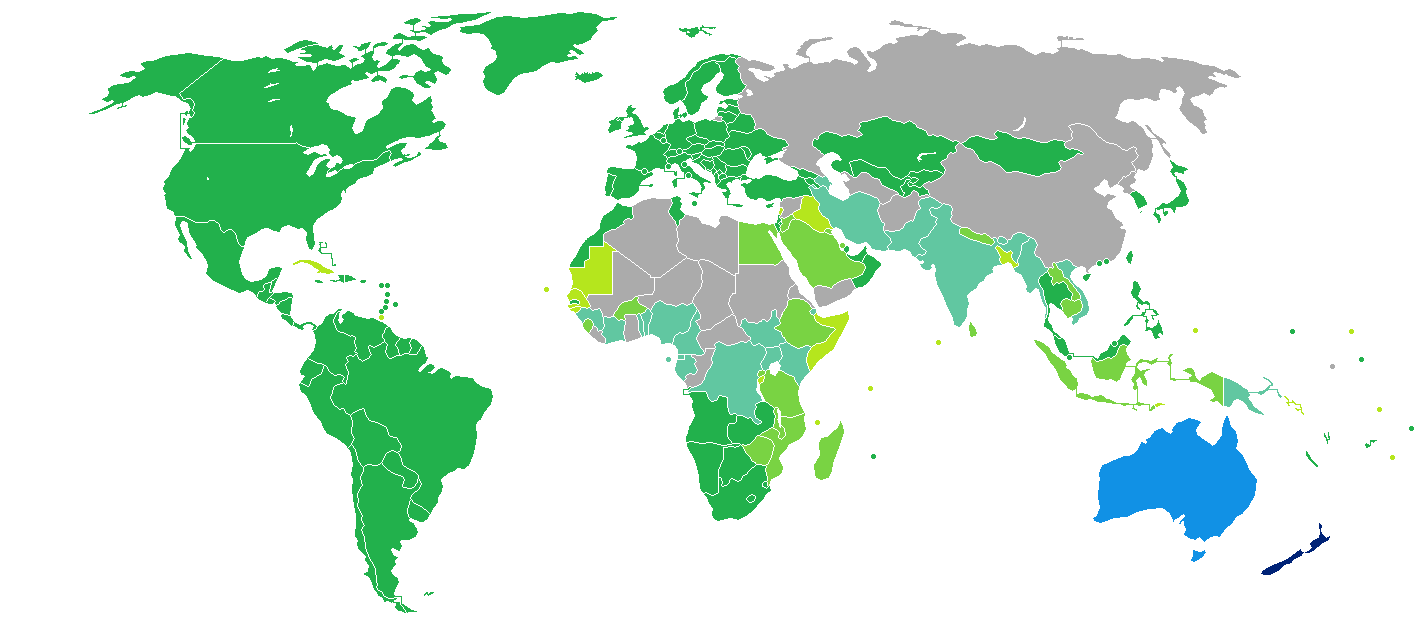
البلدان والأقاليم التي لا تفرض تأشيرة أو تطلب تأشيرة دخول عند الوصول للجهة، لحاملي جوازات السفر النيوزيلندية العادية.

اعتبارًا من 11 يناير 2022 كان لدى مواطني نيوزيلندا إمكانية دخول 186 دولة وإقليم بدون تأشيرة دخول أو تأشيرة عند الوصول، مما جعل جواز سفر نيوزيلندا يحتل المرتبة الثامنة من حيث حرية السفر وفقًا مؤشر هينلي لجوازات السفر. وصنف مؤشر جواز سفر آرتون كابيتال في 2 ديسمبر 2018 جواز السفر النيوزيلندي في المرتبة السادسة في العالم من حيث حرية السفر، مع درجة 162.

## معرض صور

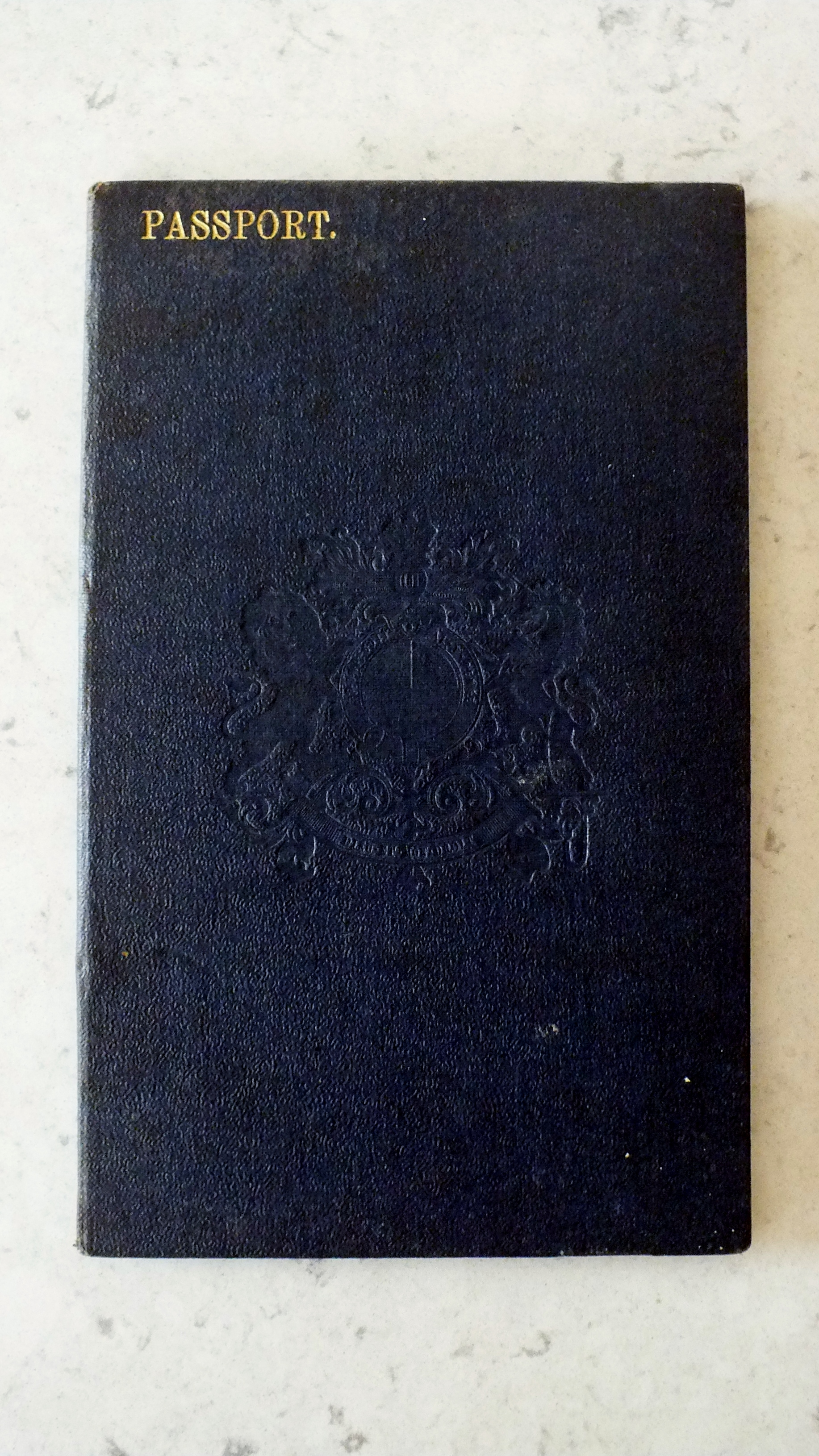
أول جواز سفر نيوزيلندي يحمل صورة شخصية صادر بين 1915 و1923.
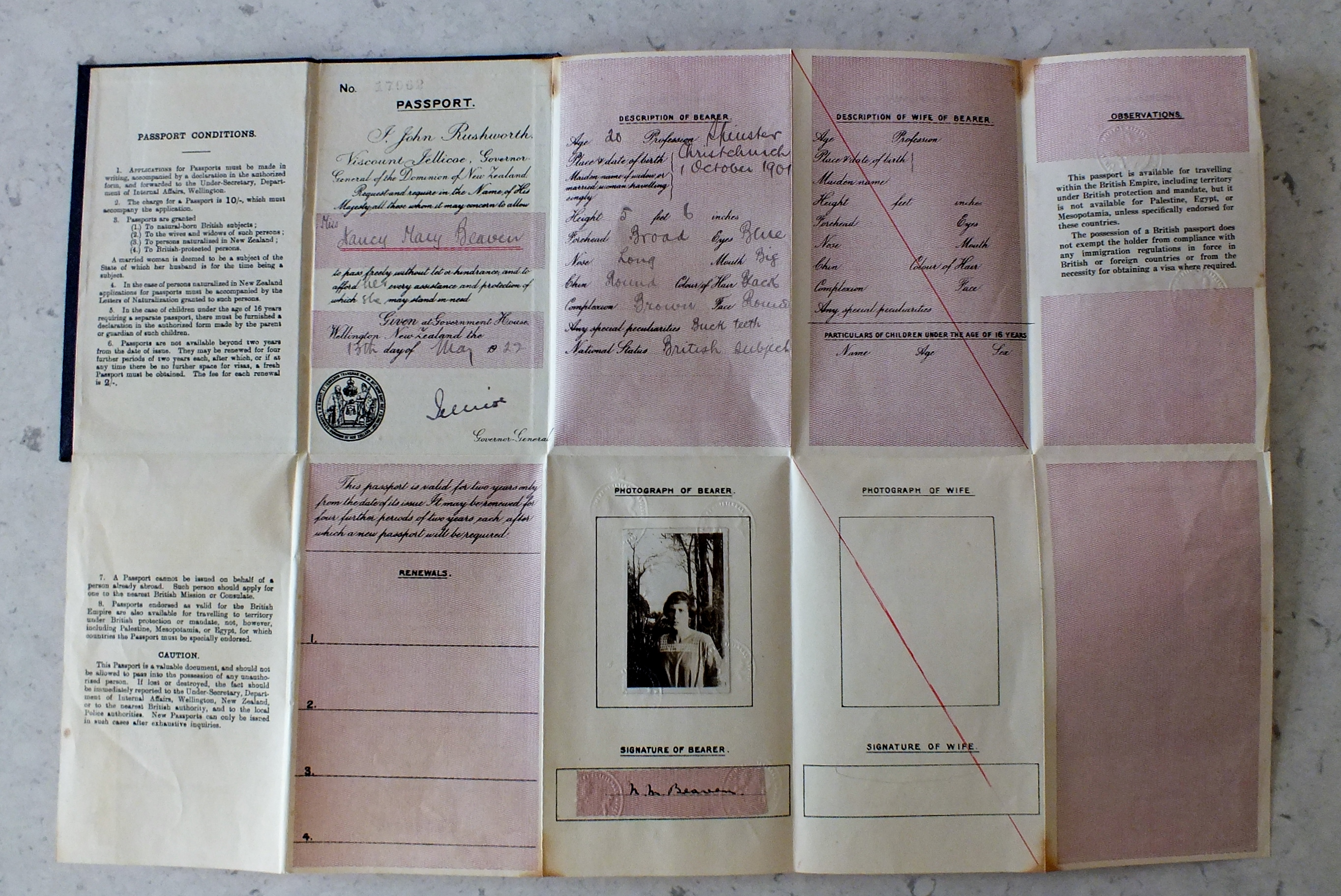
الصفحات الداخلية من أول جواز سفر نيوزيلندي، استبدال هذا النوع المطوي بالكتيب حوالي عام 1923.
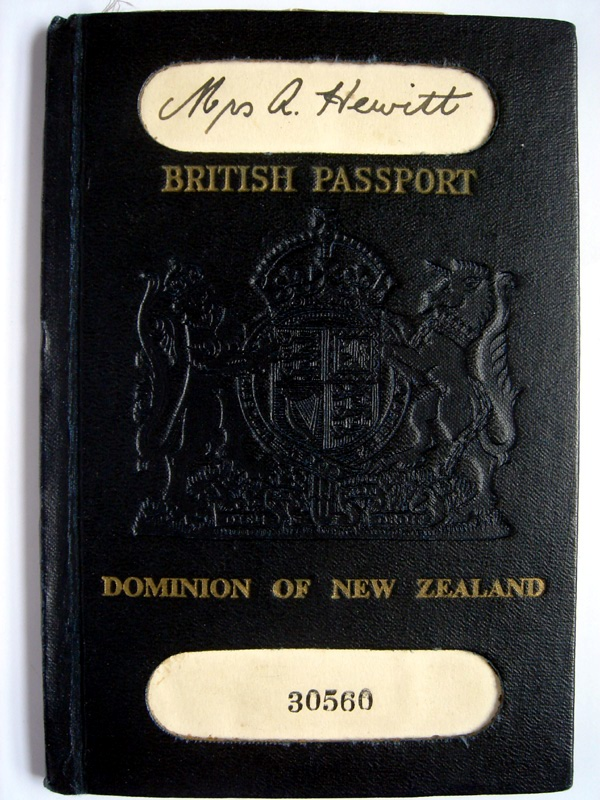
جواز سفر نيوزيلندي صادر عام 1949
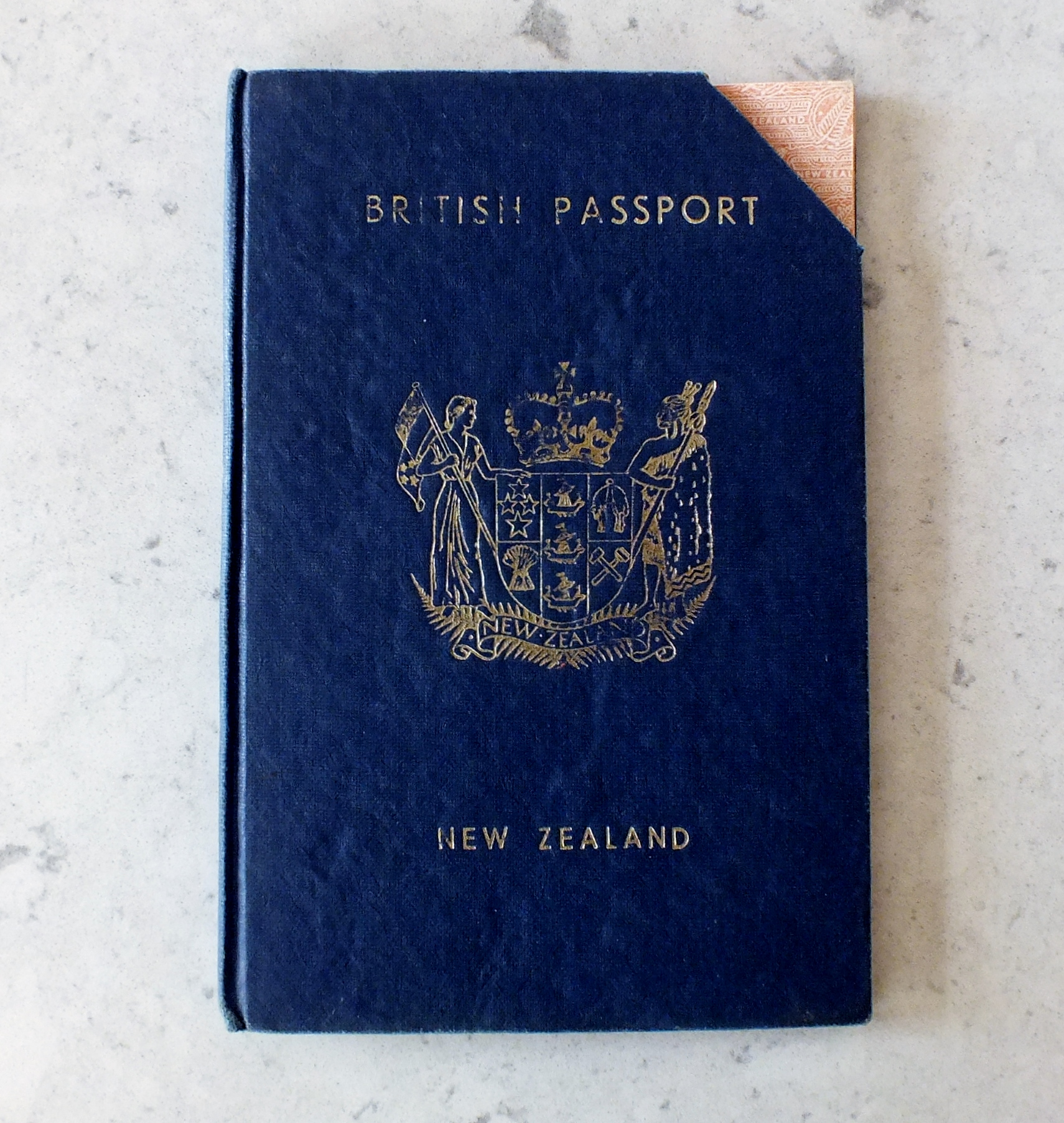
النوع الثالث من جوازات السفر النيوزيلندية. استخدم خلال الخمسينيات والستينيات واستبدل في عام 1973.
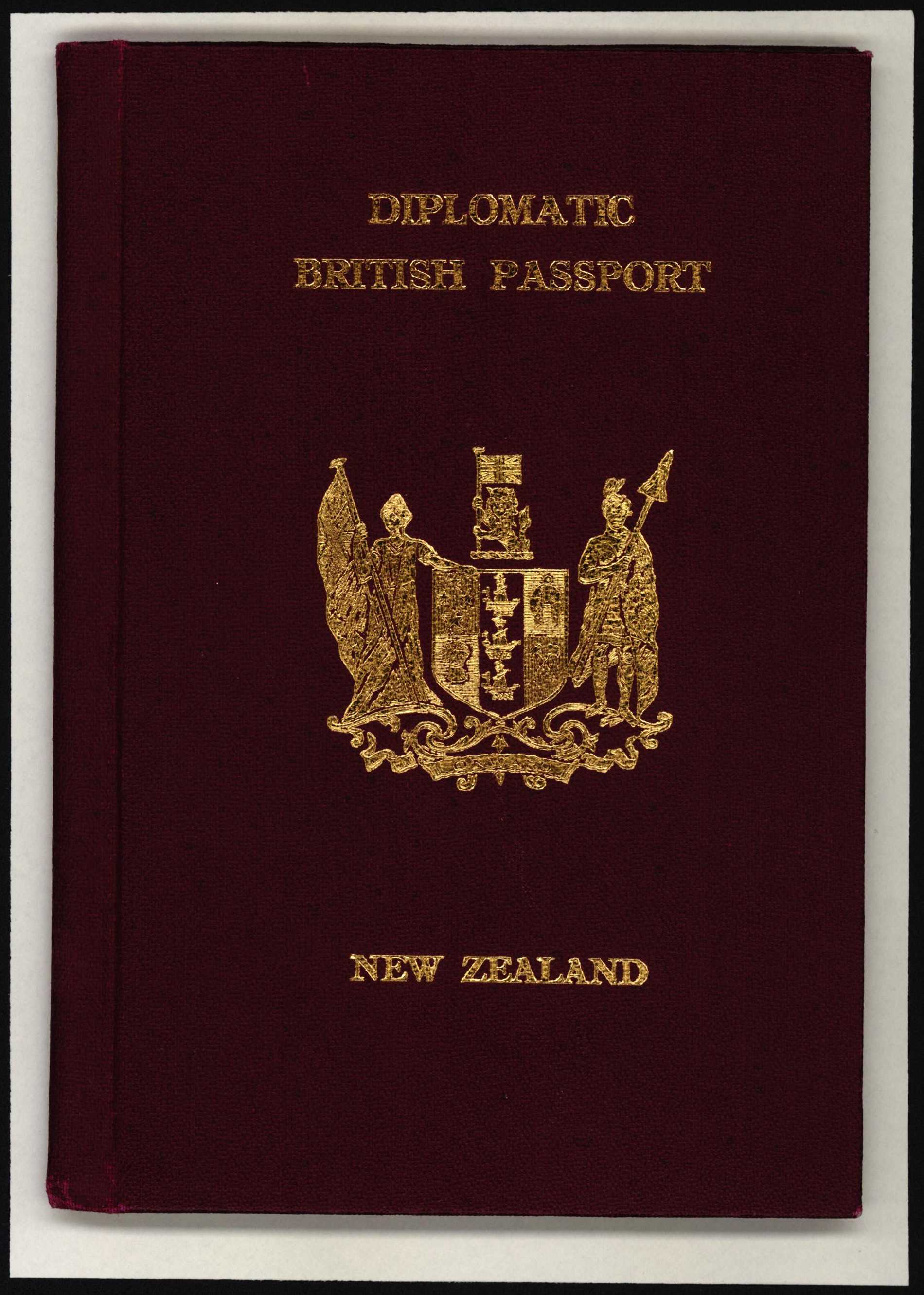
جواز سفر دبلوماسي من عام 1952
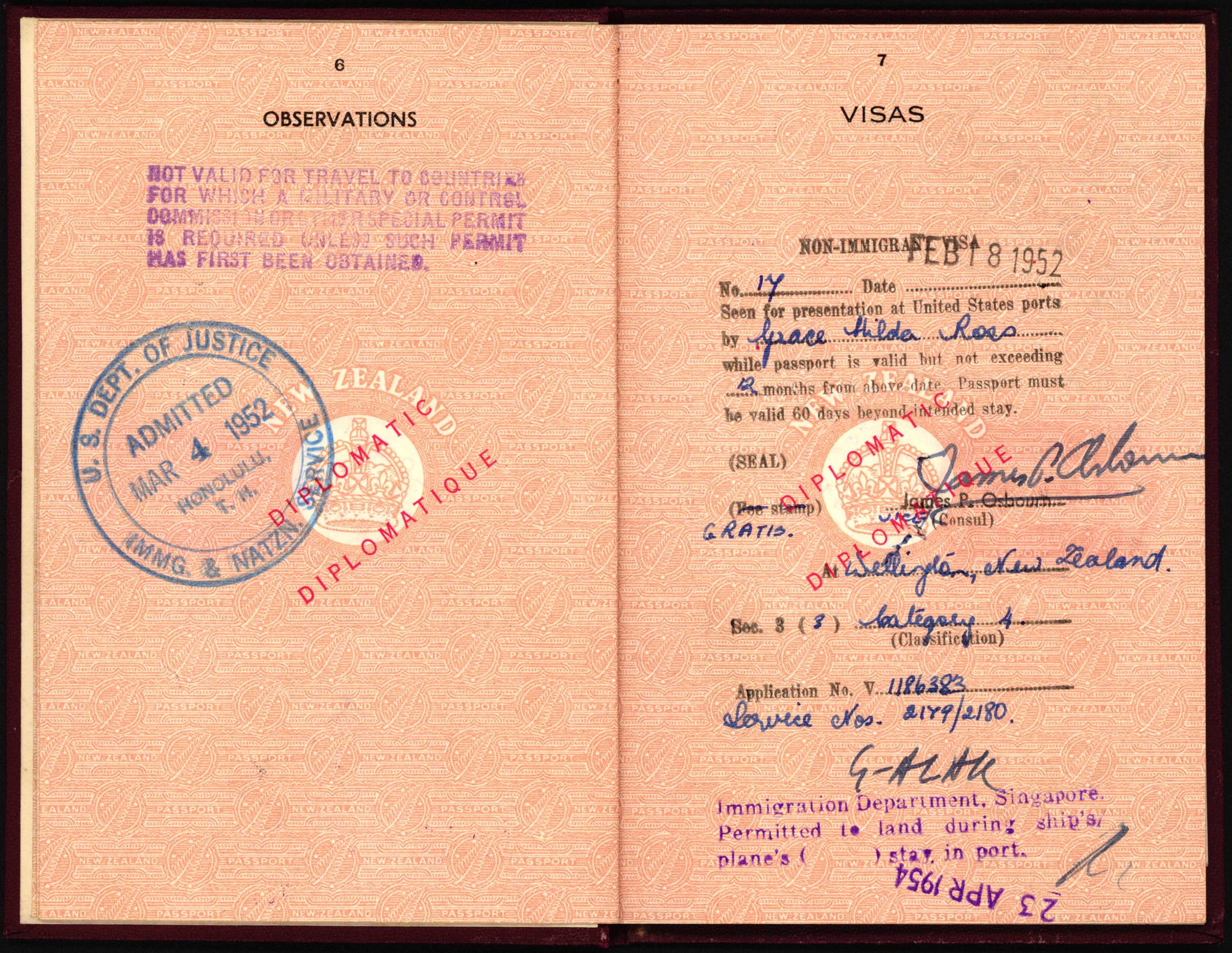
جواز سفر دبلوماسي صادر عام 1952
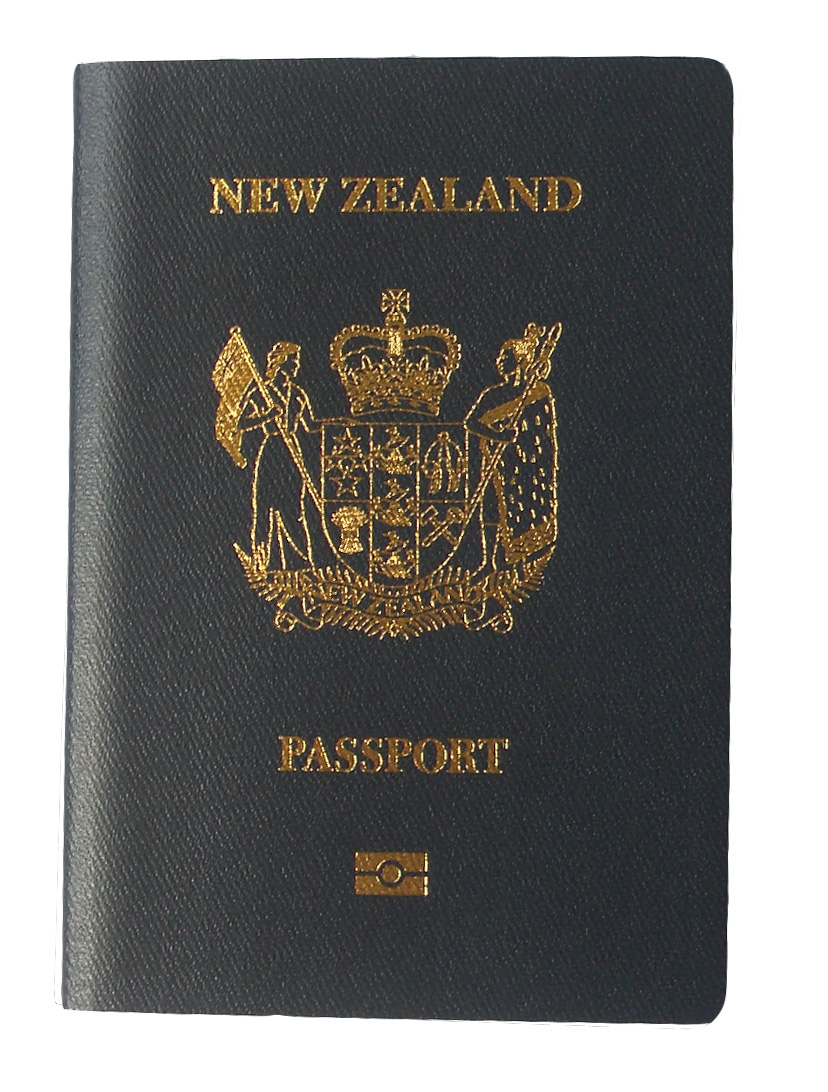
جواز سفر نيوزيلندي إلكتروني صادر بين نوفمبر 2005 ونوفمبر 2009